# The Young Indiana Jones Chronicles
The Young Indiana Jones Chronicles (Brasil: O Jovem Indiana Jones / Portugal: Indiana Jones - Crónicas da Juventude) é uma série da franquia Indiana Jones criada por George Lucas e Steven Spielberg, após Indiana Jones and the Last Crusade.
Mostra as aventuras de infância e adolescência de Henry Jones Jr. (o Indiana Jones vividos na infância pelo ator Corey Carrier e Sean Patrick Flanery na adolescência) quando adota o pseudônimo de Henry Defense na Primeira Guerra e George Hall como velho arqueólogo. Há um episódio , "Chicago 1920" que aparece Harrison Ford na fase adulta.
Foi exibido no Brasil pela Rede Globo no ano de 1992, em uma sessão de seriados de aventura intercalado com o seriado Justiça Final.